# Sepp Kuss

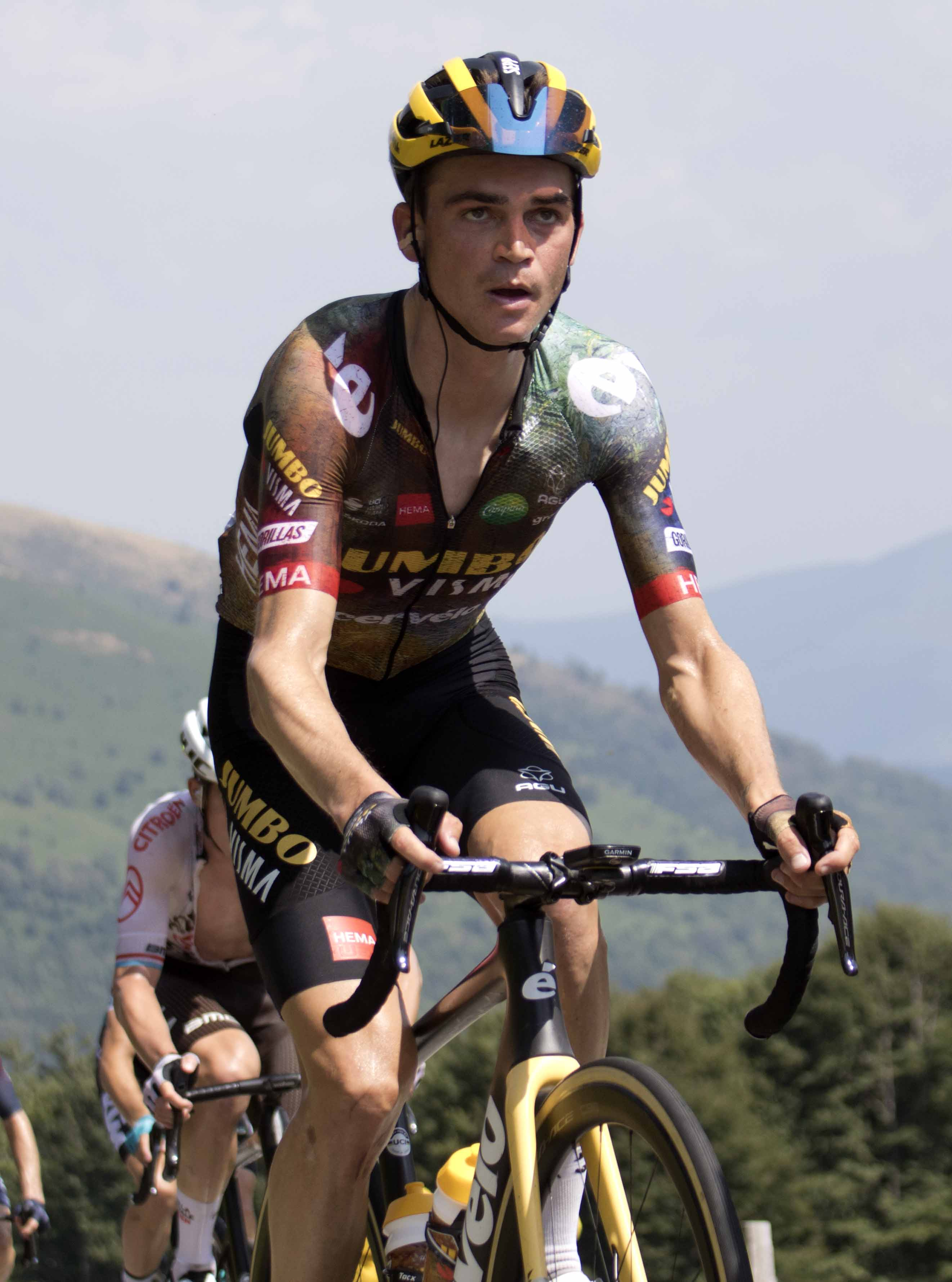
Sepp Kuss in azione al Tour de France 2022.

Sepp Kuss (Durango, 13 settembre 1994) è un ciclista su strada statunitense, professionista dal 2016, che corre per il Team Visma-Lease a Bike. Soprannominato The Durango Kid, ha caratteristiche di scalatore. In carriera ha vinto la Vuelta a España 2023.

## Palmarès

### Strada
- 2016 (Rally, due vittorie)

2ª tappa Redlands Bicycle Classic (Yucaipa > Yucaipa)
2ª tappa Tour de Beauce (Mont Mégantic > Mont Mégantic)
- 2017 (Rally, una vittoria)

1ª tappa Iron Horse Classic
- 2018 (Lotto NL-Jumbo, quattro vittorie)

2ª tappa Tour of Utah (Payson City > Payson City)
5ª tappa Tour of Utah (Canyons Village > Snowbird Ski and Summer)
6ª tappa Tour of Utah (Park City > Park City)
Classifica generale Tour of Utah
- 2019 (Jumbo-Visma, una vittoria)

15ª tappa Vuelta a España (Tineo > Santuario del Acebo)
- 2020 (Jumbo-Visma, una vittoria)

5ª tappa Critérium du Dauphiné (Megève > Megève)
- 2021 (Jumbo-Visma, una vittoria)

15ª tappa Tour de France (Céret > Andorra la Vella)
- 2023 (Jumbo-Visma, due vittorie)

6ª tappa Vuelta a España (La Vall d'Uixó > Observatorio Astrofísico de Javalambre)
Classifica generale Vuelta a España
- 2024 (Team Visma-Lease a Bike, due vittorie)

3ª tappa Vuelta a Burgos (Bodegas Nabal Gumiel de Izán > Lagunas de Neila)
Classifica generale Vuelta a Burgos

#### Altri successi
- 2018 (Lotto NL-Jumbo)

Classifica scalatori Tour of Utah
- 2022 (Jumbo-Visma)

1ª tappa Vuelta a España (Utrecht, cronosquadre)
- 2024 (Team Visma-Lease a Bike)

Classifica scalatori Giro dei Paesi Baschi

## Piazzamenti

### Grandi Giri
- Giro d'Italia

2019: 56º
2023: 14º
- Tour de France

2020: 15º
2021: 32º
2022: 17º
2023: 12º
2025: 17º
- Vuelta a España

2018: 65º
2019: 29º
2020: 16°
2021: 8º
2022: non partito (9ª tappa)
2023: vincitore
2024: 14º

### Classiche monumento
- Liegi-Bastogne-Liegi

2022: 54º
- Giro di Lombardia

2019: 34º

### Competizioni mondiali
- Campionati del mondo

Innsbruck 2018 - In linea Elite: ritirato
Imola 2020 - In linea Elite: 53º